# Viscount Templetown

Wappen der Viscounts Templetown

Viscount Templetown war ein erblicher britischer Adelstitel in der Peerage of Ireland.
Familiensitz der Viscounts war Castle Upton im County Antrim.

## Verleihung und Geschichte des Titels
Der Titel wurde am 13. Februar 1806 für den britischen Politiker John Upton, 2. Baron Templetown, geschaffen. Er war als Abgeordneter für Bury St. Edmunds von 1803 bis 1812 Mitglied des britischen House of Commons und hatte bereits 1785 von seinem Vater den fortan nachgeordneten Titel Baron Vane, of Dungannon in the County of Tyrone, geerbt, der diesem am 3. August 1776, ebenfalls in der Peerage of Ireland, verliehen worden war. Da beide Titel in der Peerage of Ireland verliehen worden waren, waren sie nicht unmittelbar mit einem Sitz im britischen House of Lords verbunden, und schlossen ihren Inhaber insofern nicht von der Mitgliedschaft im britischen House of Commons aus. Beide Titel erloschen, als sein Urenkel, der 5. Viscount, am 10. Februar 1981 starb, ohne männliche Nachkommen zu hinterlassen.

## Liste der Titelinhaber

### Barons Templetown (1776)
- Clotworthy Upton, 1. Baron Templetown (1721–1785)
- John Henry Upton, 2. Baron Templetown (1771–1846) (1806 zum Viscount Templetown erhoben)

### Viscounts Templetown (1806)
- John Henry Upton, 1. Viscount Templetown (1771–1846)
- Henry Upton, 2. Viscount Templetown (1799–1863)
- George Frederick Upton, 3. Viscount Templetown (1802–1890)
- Henry Edward Montagu Dorington Clotworthy Upton, 4. Viscount Templetown (1853–1939)
- Henry Augustus George Mountjoy Heneage Upton, 5. Viscount Templetown (1894–1981)